# 鳢四极虫
鳢四极虫（学名：Chloromyxum ophiocephali）为四极科四极虫属的动物。在中国，分布于广东等，营寄生生活，寄生在斑鳢的胆囊。